# 住吉山トンネル

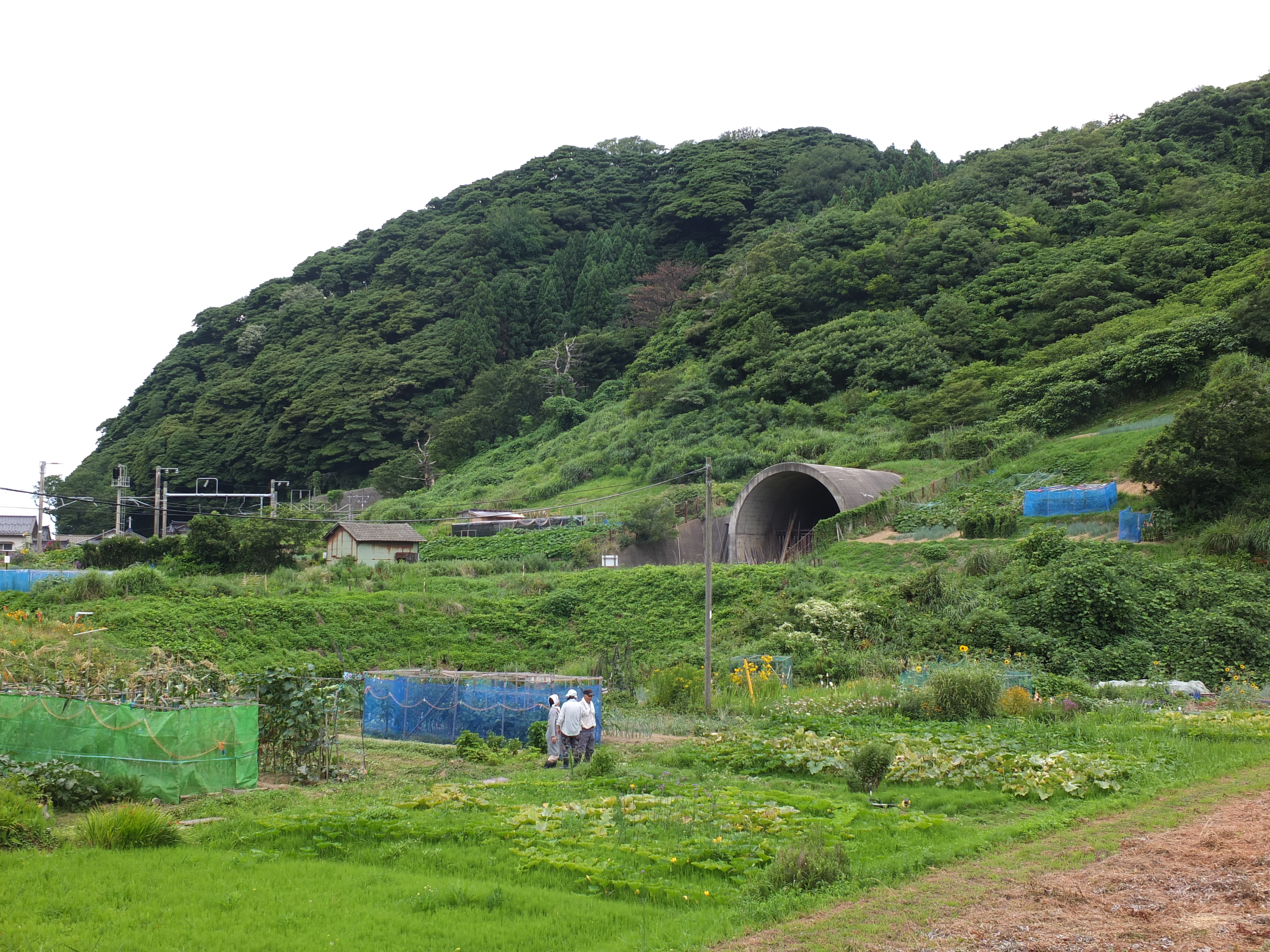
住吉山トンネル

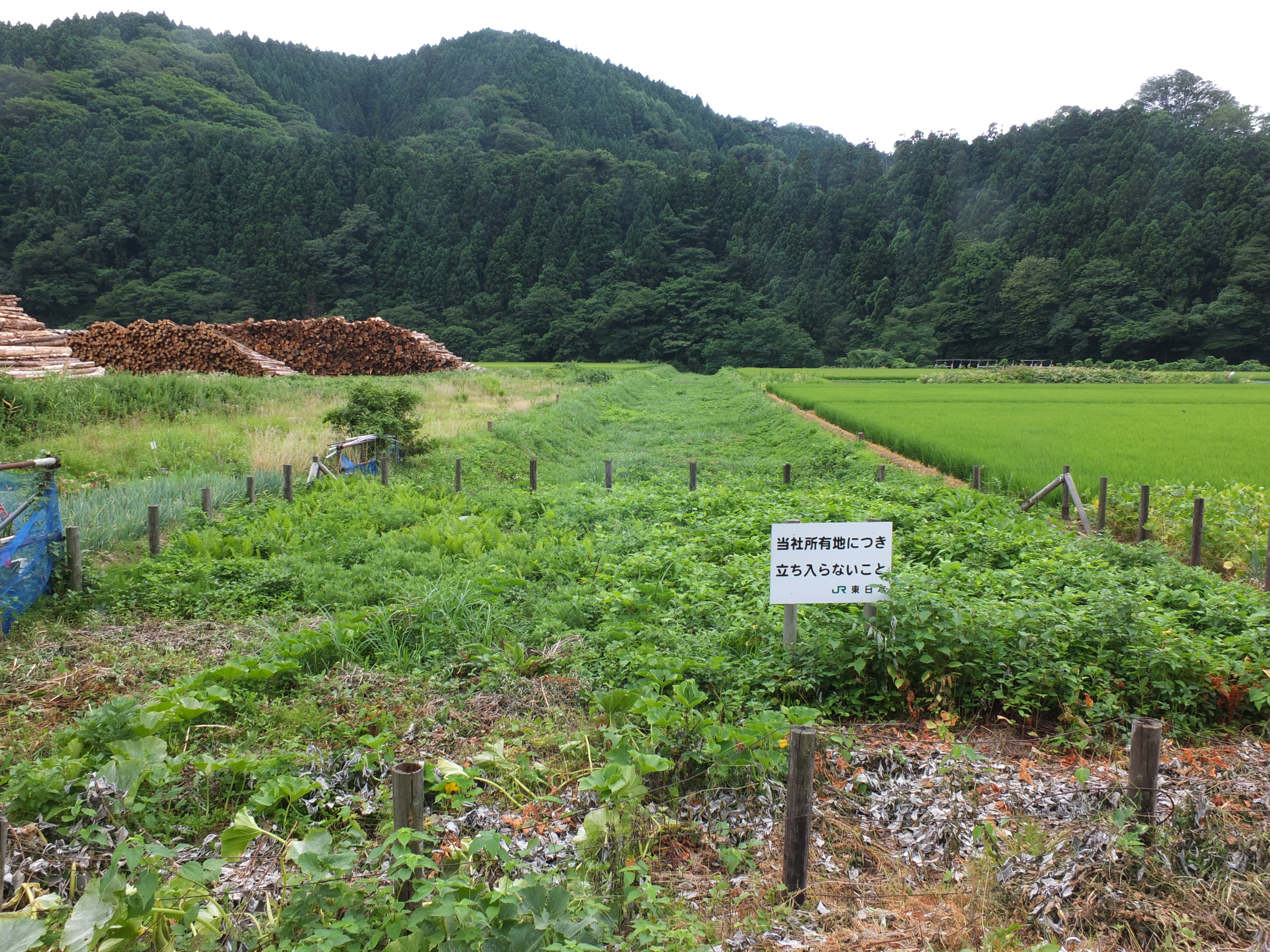
両トンネル間の線路用地

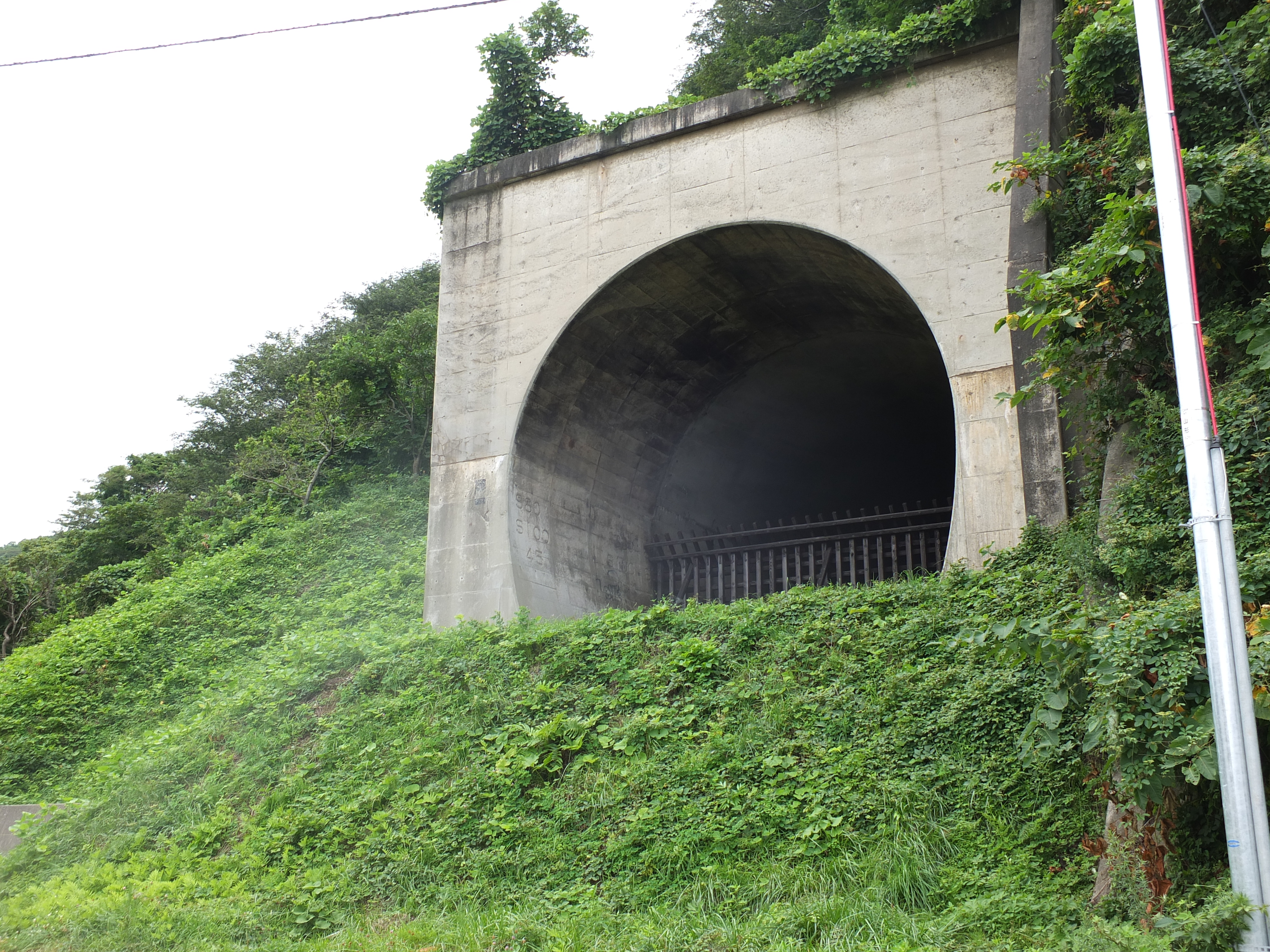
宮名トンネル

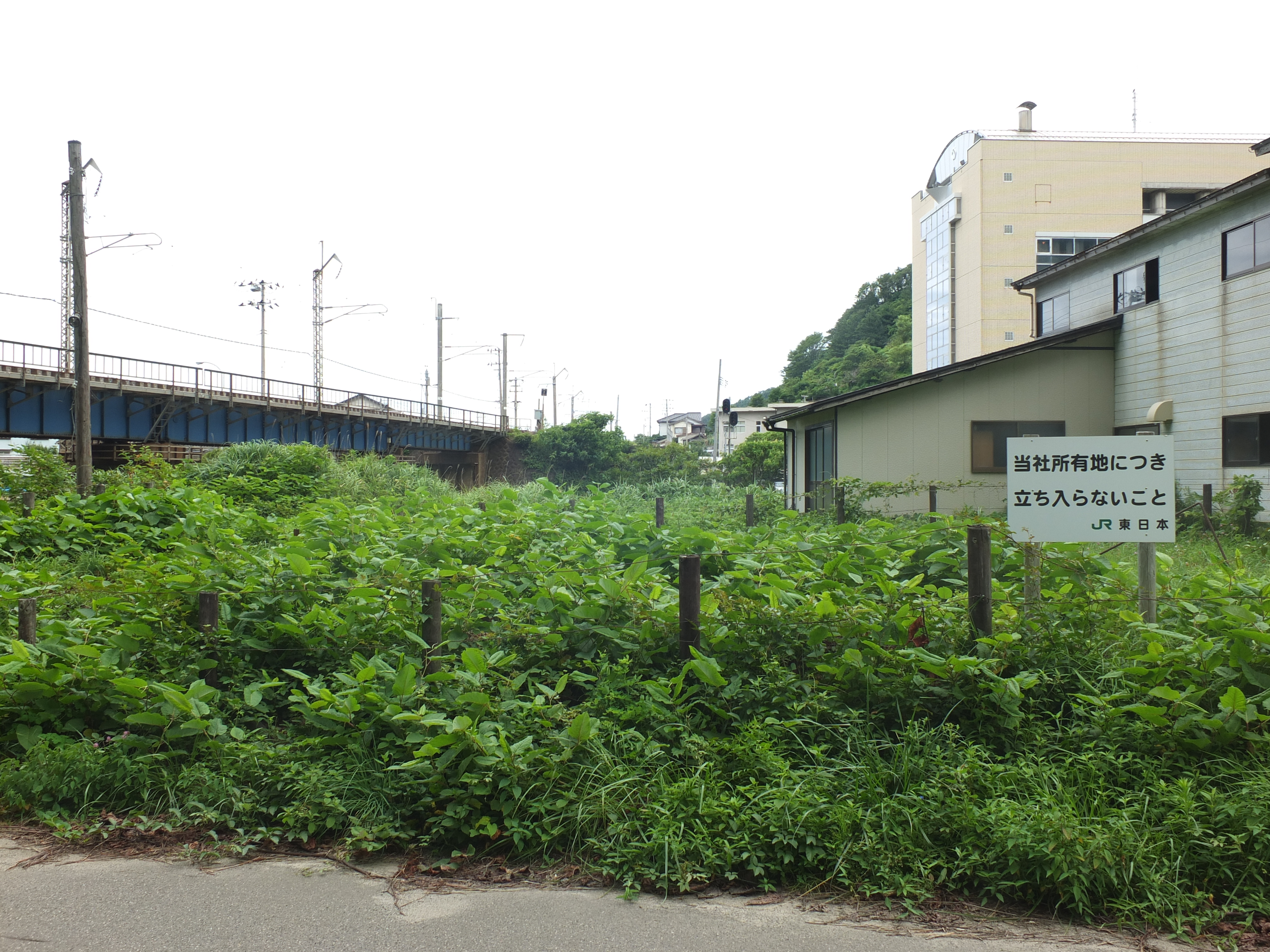
（新）温海川橋梁架橋予定地

住吉山トンネル（すみよしやまトンネル）は、山形県鶴岡市にある、鉄道用として作られたトンネル。JR東日本羽越本線の小岩川駅 - あつみ温泉駅間に1978年（昭和53年）から1984年（昭和59年）まで6年間かけて建設され、トンネル自体は竣工したが、その後未使用のまま放置されている。
本項では同区間で同様の状態にあるもう1本のトンネル、宮名トンネル（みやなトンネル）についても解説する。

## 概要
高度経済成長期の増え続ける輸送量に対応するため、日本国有鉄道（国鉄）は幹線の線増・電化を推進した。しかし、日本で一番の大動脈である太平洋側の路線の工事を優先したため、日本海側の裏縦貫線は着手が遅れ、羽越本線の線増工事着手時には、既に鉄道輸送の衰退が始まろうとしていた。結果として羽越本線は、線増工事完成前に国鉄の財務状況の悪化に伴い工事が中断され、部分複線に留まることになった。
羽越本線の小岩川駅 - あつみ温泉駅間では既存線を廃止する新線複線化を計画し、小岩川駅側から住吉山トンネル、宮名トンネルの2本のトンネルを新造して、両駅間を直線的に結ぶ予定であった。どちらのトンネルも竣工しているが、両駅からトンネルまでの間及び両トンネル間は用地こそ確保されているものの工事は未着手で、完全に孤立した状態になっている。またトンネル内の軌道工事も行なわれていない。国鉄分割民営化以降、用地および構造物は東日本旅客鉄道（JR東日本）に承継されている。
近年羽越本線高速化や、特に冬季の自然災害が多い沿岸路線に対する安全輸送の確保のため、このトンネルを活用する案が出されている。しかし本トンネルを通る新線を開通させるためには、（新）厳沢川橋梁・（新）小国川橋梁・（新）温海川橋梁などの架橋、トンネル間接続のための盛土、トンネルの補修（未使用とはいえ年数が経過しているため）が必要であり、単線運用であってもこれらの残工事にかかる費用が約75億円と莫大で、にもかかわらず時間短縮効果は約1分と小さく、強風による規制が行われやすい区間は本区間以外にも多数あるため本区間のみ改良しても路線全体としての安定運行には寄与できず、また輸送力が現行設備で十分などの理由により、具現化は非常に難しい状況である。
住吉山トンネル
- 全長 : 1,395 m
- 軌道数 : 2（複線型）
- 軌間 : 1,067 mm
- 施工 : 西松建設株式会社
- 電化の有無 : 有（交流20,000 V）

宮名トンネル
- 全長 : 1,805 m
- 軌道数 : 2（複線型）
- 軌間 : 1,067 mm
- 施工 : 大成建設株式会社
- 電化の有無 : 有（交流20,000 V）

## 歴史
- 1965年（昭和40年）3月20日 - 国鉄理事会にて新発田 - 余目間の線増を決定。
- 1973年（昭和48年）4月 - 小岩川 - 温海（現あつみ温泉）間の線増工事着工[3]。
- 1978年（昭和53年）7月 - トンネル着工。
- 1981年（昭和56年）7月28日 - トンネル貫通[4]。
- 1984年（昭和59年）3月 - トンネル竣工。国鉄の財政難により複線化工事は中断。